# Carrusel deportivo
Carrusel deportivo es un programa radiofónico deportivo de la Cadena SER, dirigido actualmente por Dani Garrido. Se emite todos los fines de semana de 15:00 a 01:30.
Además durante las matinales de los sábados, si hay partido liga a las 13:00, se emite Carrusel de 13:00 a 15:00. Los domingos también se emite Carrusel de 12.00 a 14.30 y su contenido es los partidos matinales tanto de Primera y Segunda División de España, además de los partidos de la Liga Endesa de baloncesto. Estas ediciones son presentadas por Borja Cuadrado. Ambas ediciones matinales se emiten por las emisoras de onda media de la Cadena SER y por internet.
Su principal virtud reside en el tratamiento del deporte bajo el prisma del humor, siendo una marca característica de su programa la integración de la publicidad en el mismo, incentivando y creando cuñas de radio en las cuales participan los oyentes y el propio equipo técnico con sonidos y cantos entre otros. Además, destaca por ser el programa de radio más antiguo emitido a nivel nacional que continúa en emisión.

## Historia
Es el programa decano de la radio deportiva en España. Ideado por Bobby Deglané, comenzó a emitirse el domingo 12 de octubre de 1952, con motivo de la celebración de la 5.ª jornada del Campeonato Nacional de Liga de Primera División 1952/53. Los periodistas Gaspar Tato Cumming y Vicente Marco fueron los responsables de la puesta en marcha del nuevo programa. Desde entonces se ha emitido ininterrumpidamente en cada jornada de Liga, Copa y Supercopa, así como en cada jornada de competición futbolística continental.
Hasta ahora ha tenido diez directores. El primer director fue Vicente Marco, un histórico de la radio que trabajó allí desde 1952 hasta después de la Copa Mundial de Fútbol de 1982 celebrada en España. Después tuvo a José Joaquín Brotons desde 1982 a 1984,[cita requerida] Ramón Gabilondo Pujol (1984-1985) [cita requerida],  Joaquín Durán (1985-1988), Antonio Martín Valbuena (1988-1992), Paco González (1992-2010), Javier Hoyos (2010-2011) y Manu Carreño y José Antonio Ponseti (2011-2014).
En el verano de 2014 la Cadena SER tomó la decisión de mutuo acuerdo de finalizar el periodo de Manu Carreño al frente de Carrusel debido a la incompatibilidad de este de estar en la televisión y radio a la vez. Tras esta decisión la Cadena SER nombró a Jesús Gallego nuevo director de Carrusel.
La Cadena SER decidió en verano de 2016 desplazar a Jesús Gallego de Carrusel Deportivo. Dani Garrido tomó los mandos del programa desde el 20 de agosto de 2016 coincidiendo con el comienzo de la temporada futbolística. Hasta el momento, Garrido había sido el productor de Carrusel desde el año 2011.
Como animador tuvo durante muchos años a Juan de Toro, a Joaquín Prat, de 1985 a 1987 a Andrés Caparrós Martínez, de 1988 a 2010 a Pepe Domingo Castaño. Juan Vives intervino como locutor del programa durante 35 años, de 1967 a 2002. a Juanma Ortega desde 2010 hasta 2014. La temporada 2014-2015 tuvo como animadores a Miguel Coll y Juan Ochoa y durante la temporada 2015-2016 los animadores fueron Juan Ochoa y Joaquín Prat, hijo del mítico animador. A partir de agosto de 2016 volvió la pareja de Juan Ochoa y Miguel Coll como animadores, siempre teniendo cerca el humor con Raúl Pérez y los especialistas secundarios de la Cadena SER.
Destaca la presencia como narradores estrellas durante más de 30 años de periodistas como Manolo Lama y Manolo Oliveros, desde los años 80 hasta 2010 y desde 2004 a Rubén Martín, también hasta 2010.
El 12 de mayo de 2010 Paco González fue apartado, de manera cautelar, de la dirección del programa, sustituido provisionalmente por Jesús Gallego. Al parecer por desavenencias con la dirección referentes al programa a realizar para el Mundial 2010 en Sudáfrica, ya que la dirección de la Cadena SER no le permitía a este programa desplazarse a Sudáfrica y además exigía a González realizar un programa todos los días de 16:00 a 17:00 con un equipo que no era el suyo. Se cruzaron insultos entre ambas partes que acabaron con la destitución de Paco González. Después de conocerse esta decisión, en Internet se provocó una revolución en las redes sociales, siendo Facebook la más activa y donde se crearon varios grupos de apoyo a Paco González y Jorge Hevia, y protestando contra la decisión de Daniel Anido, director de la cadena. Para la última jornada el sustituto y posterior titular fue el periodista de la casa Jesús Gallego.
Durante la temporada 2010/2011, y tras la marcha de Paco González y el grueso del equipo que formaba Carrusel a la Cadena COPE, la SER nombró director a Javier Hoyos, hasta entonces uno de los directivos de la Cadena SER. Durante esta temporada, Carrusel Deportivo perdió gran parte de su audiencia, debido al gran éxito de sus antiguos componentes. Al final de dicha temporada, Javier Hoyos fue apartado de Carrusel para nombrar como director a Manu Carreño, presentador de Deportes Cuatro y componente de "Los Manolos" junto a Manolo Lama, los que son en las ondas radiofónicas rivales, debido a que Lama es uno de los responsables de Deportes de la Cadena COPE, junto con José Antonio Ponseti que acompaña a Carreño en la presentación de carrusel. Durante esta temporada Carrusel recuperó una gran parte de oyentes con una subida de medio millón de oyentes aproximadamente por lo que aumentó su distancia con los deportes de Cope que se estancaron.
En el verano de 2014, discrepancias entre Mediaset España y la Cadena SER en relación con una cláusula que Mediaset España le puso a Manu Carreño en la que tendría preferencia para que el presentador narrara los partidos en los canales de Mediaset cuando coincidiera con Carrusel Deportivo hizo que finalmente Manu Carreño se decantara por la televisión dejando la dirección de Carrusel Deportivo. La salida de Manu Carreño de Carrusel también supuso la salida del copresentador José Antonio Ponseti y parte del equipo como Carlos Iribarren y Juanma Ortega.
La Cadena SER decidió nombrar director de Carrusel Deportivo en el verano de 2014 a Jesús Gallego que inició su andadura el 12 de agosto con la Supercopa de Europa Real Madrid-Sevilla hasta la Eurocopa de Francia del verano de 2016.
El 7 de junio de 2016 la Cadena SER informó que desde el 20 de agosto de 2016 el presentador y director sería Dani Garrido.

## Audiencia
Carrusel Deportivo es líder de audiencia en su franja horaria, con una audiencia, según la tercera oleada del EGM de 2018 de 1.598.000 oyentes los sábados y 1.627.000 oyentes los domingos. En 2011 el programa perdió parte de la audiencia provocado por la salida del equipo de Paco González. Con la llegada de Manu Carreño y José Antonio Ponseti, Carrusel Deportivo recuperó bastante el terreno perdido. Las audiencias con la llegada de Jesús Gallego subieron aún más.

## Equipo
- Director y presentador: Dani Garrido.
- Copresentador del tramo final: Yago de Vega.
- Presentadores de canallas: Sique Rodríguez y Antón Meana
- Publicidad y animación: Juan Ochoa y José Antonio Ponseti.
- Producción: Jorge Escorial, Borja Cuadrado y Dani Álvarez
- Producción y Redes Sociales: Ricard Arias
- Realización: Coke Peinado, Daniel Lamparero (Lampa), Raul Roldán y Borja González
- Narradores principales: Antonio Romero, Lluís Flaquer, Pedro Morata, Santi Ortega, Pablo Pinto, Íñigo Markínez, José Ignacio Tornadijo, Francisco José Delgado, Fran Güaita, Miguel Martín Talavera, Óscar Egido
- Fútbol internacional: Bruno Alemany.
- Comentarios arbitrales: Eduardo Iturralde González
- Comentaristas-colaboradores: Kiko Narváez, Rafael Alkorta, Jordi Cruyff, Raúl Ruíz, Alfredo Relaño, Tomás Roncero, Àxel Torres, Benjamín Zarandona, Álvaro Benito, Julen Guerrero, Javier Subirats, Antoni Daimiel, Sid Lowe, Predrag Mijatović, Roberto Trashorras, Pablo Alfaro, Filippo Ricci, Sique Rodríguez , Xavier Saisó, Manuel Esteban "Manolete", Eduardo Rodrigálvarez, Marcos López, Jordi Martí, Carlos Marañón, Miguel Ángel Chazarri, Isaac Prada, Andrea Zanoni, Fernando Albes, Manuel Franco, Mela Chércoles.[14]
- Humor: Especialistas Secundarios de la Cadena SER.
- Informativos: Equipo de informativos de la cadena SER

## Colaboradores

### Liga EA SPORTS
- Alavés: Javier Lekuona.
- FC Barcelona: Lluís Flaquer, Sique Rodríguez, Adrià Albets.
- Real Betis: Santi Ortega, Florencio Ordóñez, Ignacio Cáceres.
- Athletic Club: Íñigo Markínez, Diego González, Iván Martín, Verónica Gómez.
- Celta de Vigo: Jacobo Buceta, Paula Montes.
- RCD Espanyol: Raúl Buisán, Elena de Diego.
- Getafe CF: Francisco José Delgado, Borja Cuadrado, José Antonio Duro, Óscar Egido.
- Girona FC: Raúl Buisán, Dani Torrente.
- Las Palmas: Francis Matas, Rafa León, Nicolás López.
- CD Leganés: José Palacio, Óscar Egido.
- Atlético de Madrid: Miguel Martín Talavera, Pedro Fullana, Marta Casas.
- Real Madrid: Antonio Romero, Javier Herráez, Antón Meana.
- CA Osasuna: Javier Laquidáin, Uxue Martínez de Zúñiga.
- Rayo Vallecano: Francisco José Delgado, José Palacio, Óscar Egido.
- Sevilla FC: Fran Ronquillo, Santi Ortega, Manolo Aguilar.
- Real Sociedad: Jorge Beristáin, Roberto Ramajo.
- Valencia CF: Fran Güaita, Chimo Masmano.
- Real Valladolid: José Ignacio Tornadijo, Carlos Raúl Martínez.
- Villarreal CF: Fran Güaita, Carlos Martínez, Xavi Sidro.

#### Liga Hypermotion
- UD Almería: Rafa Góngora.
- Cádiz CF: Ignacio de la Varga.
- SD Eibar: Roberto Ramajo.
- Sporting de Gijón: David González.
- Granada CF: Alberto Flores.
- SD Huesca: Luis Abadías.
- Levante UD: José Manuel Alemán, Diego López.
- CD Lugo: José Areñas.
- Real Oviedo: Martín Gago, Cali González.
- CD Tenerife: Manoj Daswani, Airam Gómez.
- Real Zaragoza: Juan Carlos Yubero, Santi Sáez.

## Secciones

### NBA en Carrusel
Antoni Daimiel trae toda la actualidad de la NBA a Carrusel Deportivo. Se emite los domingos.

### ACB en Carrusel
Francisco José Pacojó Delgado trae al programa toda la información de la Liga ACB.

### Fútbol Internacional
Axel Torres trae toda la información del fútbol internacional el fin de semana a Carrusel Deportivo. Bruno Alemany se encarga de esta información durante toda la duración del programa.

### Carrusel Motor
Los domingos a las 15.00 se emite este programa unido a Carrusel Deportivo de la mano de José Antonio Ponseti, con toda la actualidad del mundo del motor.

### Fútbol y Cine
Carlos Marañon habla de los últimos estrenos de cine y de las mejores series en Carrusel.

### Los Otros
Raúl Pérez imita durante todo el programa a diferentes personajes que son actualidad a lo largo del programa.

## Programas especiales
Carrusel Deportivo realiza programas especiales en caso de que haya jornada deportiva entre semana, narrando todos los partidos de la Liga española de fútbol y de la Selección Española de Fútbol, así como otros acontecimientos deportivos importantes (Mundial y Eurocopa de fútbol, Mundial y Eurobasket, Juegos Olímpicos, Fórmula 1, finales de Grand Slam de Tenis, la Superbowl, las Finales de la NBA, Liga ACB, Grandes vueltas ciclistas, etc.) y comentando las noticias deportivas más destacadas del día. También retransmite los partidos de la UEFA Champions League, los partidos de la Europa League en los que participen equipos españoles, así como los partidos de la Copa del Rey.